# Yingbo
Yingbo (chinois : 𦀚伯) est un des premiers souverains connus de l'ancien État chinois qui prendra plus tard le nom d'État de Chu.  Son père est Jilian, le premier souverain du Chu, et sa mère est Bi Zhui (chinois : 妣隹), une petite-fille du roi Pan Geng de la dynastie Shang. Il a un frère cadet nommé Yuanzhong (chinois : 遠仲),.
Selon les Lamelles de bambou de Tsinghua, c'est Xuexiong, qui est plus connu sous le nom de Yuxiong, qui succède à Yingbo,. Cependant, selon le Shiji de Sima Qian, le fils de Jilian s'appellerait Fuju (chinois : 附沮), et Xuexiong serait le fils de Fuju. Cette confusion au niveau des sources fait que la relation exacte entre Yingbo, Fuju et Xuexiong/Yuxiong reste trouble,.